# Edward Daly
Edward "Ned" Daly (Limerick, Irska, 28. veljače 1891. – Dublin, 4. svibnja 1916.), jedan od zapovjednika i vođa Uskrsnog ustanka Iraca 1916. godine.
Rodio se u Limericku. Sestra Kathleen bila je udana za Toma Clarka, jednog od vođa ustanka.
Najmlađa je osoba koja je imala čin zapovjednika. Također je jedan od najmlađih među pogubljenim vođama ustanka.
Bio je stacioniran sa svojim 1. bataljunom u zgradi Središnjeg suda.
Njegovi suborci govore da je bio dobar zapovjednik. Isto je kasnije potvrdio i britanski vojnik kojeg su zarobili.
Ned Daly izveden je pred streljački vod i ubijen u 25. godini.